# Уш-Белдир
Уш-Белдир (тув. Уш-Белдир) — арбан в Кызыльском кожууне Республики Тыва, входит в состав городского поселения Каа-Хем . Находится на территории Каа-Хемского кожууна.

## География
Расположен на реке Кызыл-Хем, в труднодоступной горно-таежной местности в пятикилометровой полосе вдоль линии государственной границы
с Монголией.
Курорт «Уш-Белдир» богат минеральными водами из аржаана (источника) Дустуг-Хем.

## История
В 1933 году дикий горячий аржаан — популярнейшее место лечения тувинцев — стал бальнеологическим (водно-минеральным) курортом.
Арбан Уш-Белдир, бальнеологическая зона с радоновым источником в 2016 году вошли как кластерный участок «Уш-Белдир» (442,8 тысячи гектаров) в состав природного парка «Тыва». «Уш-Белдир» расположен вдоль границы с Монголией в бассейнах рек Билин и Бусин-Гол.

## Население
| 2002 | 2010 | 2011 | 2012 | 2013 | 2014 | 2015 |
| ---- | ---- | ---- | ---- | ---- | ---- | ---- |
| 4    | ↘3   | →3   | →3   | →3   | ↗4   | →4   |
| 2016 | 2017 | 2018 | 2019 | 2020 | 2021 |      |
| →4   | →4   | →4   | ↘3   | →3   | ↗7   |      |

## Инфраструктура
ГУП РТ "Курорт «Уш-Белдир» (юрид. адрес: город Кызыл, Юбилейный переулок)
основной градообразующий объект — санаторий около 100—200 отдыхающих. Работает только в июле и августе. Снабжение только по воздуху.

## Транспорт
Авиасообщение